# Dieter der Jüngere von Gemmingen
Dieter von Gemmingen, der Jüngere († 1359) ist der gemeinsame Stammvater der beiden Linien Neckarzimmern/Bürg und Michelfeld des Stamms B (Hornberg) der Freiherren von Gemmingen. Über seine Ehe mit Anna von Gosheim kam er an Güter in Bürg, dem Stammgut des von ihm begründeten Familienstamms.

## Leben
Er war ein Sohn des Dieter von Gemmingen (erw. 1283–97) und der Mechthild von Talheim. Sein Beiname der Jüngere rührt von der Unterscheidung zum gleichnamigen Vater her. Er schloss bereits 1336 eigene Verkäufe ab und wurde wahrscheinlich 1338 von Ludwig dem Bayern zum Ritter geschlagen. Über seine Ehe mit Anna von Gosheim gelangte er in den Besitz von Gütern in Bürg, die er durch Zukäufe vermehrt hat. 1350 besaß er ein Sechstel des Wein- und Fruchtzehnten in Sulzfeld, den sein Sohn Gerhard erbte. 1351 erwarb er von Hans von Hohenhardt dessen Hälfte an Richen auf Wiederkauf binnen drei Jahren. 1356 erwarb er ein Viertel von Richen. Er wurde in Gemmingen begraben.

## Familie
Dieter war mit Anna von Gosheim verheiratet. Sein Sohn Gerhard führte den Stamm B fort, der sich mit den Söhnen von Dieters Urenkel Eberhard dem Tauben († 1479) in die Linien Bürg und Michelfeld spaltete. Dieters Bruder Dietrich der Ältere († um 1374) ist Stammvater des Stamms A, der die Linien Steinegg und Guttenberg bildete.
Nachkommen:
- Anna ⚭ Friedrich von Sickingen
- Eberhard († 1419), starb ledig
- Gerhard d. Ä. (1360–1402) ⚭ Anna von Liebenstein († nach 1409)